# پلاسنسیا
پلاسنسیا یکی از مهمترین شهرهای استان کاسرس کشور پادشاهی اسپانیا با جمعیت ۳۸٬۴۹۵ نفر است.